# Lucius Lucius Naevius
Lucius Lucius Naevius war ein antiker römischer Toreut (Metallarbeiter), der in der zweiten Hälfte des 1. Jahrhunderts in Kampanien tätig war.
Lucius Lucius Naevius ist heute nur noch aufgrund von vier Signaturstempeln bekannt. Zwei der Stücke wurden in Pompeji, also in Kampanien, wo Lucius Lucius Naevius Werkstatt heute verortet wird, gefunden. Die beiden anderen Stücke weisen mit den Niederlanden und der Slowakei eine breite Streuung auf. Die Verteilung spricht für eine große Mobilität der Gesellschaft. Dabei ist heute nicht mehr sicher zu sagen, ob die Stücke – beides sind Bronzekasserollen – durch Handel oder im Zuge von Truppenbewegungen römischer Legionsverbände ihren späteren Fundplatz erreichten. Mit dem Gens der Naevier sind noch einige weitere Toreuten in Kampanien bekannt: Marcus Naevius Cerialis, Marcus Naevius Felix und Naevius Sabinus. Hinzu kommen in Rom die drei Brüder Lucius Naevius Eleuther, Narcissus und Thesmus sowie deren früherer Besitzer Lucius Naevius Helenus, die als vascularii (Hersteller von Bronzegefäßen) tätig waren. Die Signatur lautet unter anderem lateinisch LL(VCIORVM) NAEVIO[R(VM)]. Bei den Stücken handelt es sich um:
1. Bronzekasserolle, gefunden in Pompeji, heute im Archäologischen Nationalmuseum Neapel.[1]
2. Bronzebadeschale, gefunden in Pompeji, heute im Archäologischen Nationalmuseum Neapel.[2]
3. Bronzekasserolle, gefunden in Nijmegen.[3]
4. Bronzekasserolle, gefunden in einem Grab in Kostolná pri Dunaji, Bratislavský kraj, Okres Senec, Region Bratislava, Slowakei; heute im Archäologischen Institut der Akademie der Wissenschaften der Slowakei in Nitra.[4]

## Einzelbelege
1. ↑  Inventarnummer ?; Richard Petrovszky: Studien zu römischen Bronzegefäßen mit Meisterstempeln. Leidorf, Buch am Erlbach 1993, S. 273, Nr. N.01.01.
2. ↑  Inventarnummer Bronzi min. Sangiorgio Nr. 1256; Richard Petrovszky: Studien zu römischen Bronzegefäßen mit Meisterstempeln. Leidorf, Buch am Erlbach 1993, S. 273, Nr. N.01.02; CIL 10, 08071,45.
3. ↑  Richard Petrovszky: Studien zu römischen Bronzegefäßen mit Meisterstempeln. Leidorf, Buch am Erlbach 1993, S. 273, Nr. N.01.03; CIL 13, 10027,029.
4. ↑  Inventarnummer 110a/57; Richard Petrovszky: Studien zu römischen Bronzegefäßen mit Meisterstempeln. Leidorf, Buch am Erlbach 1993, S. 273, Nr. N.01.04.

| Personendaten    | Personendaten                              |
| ---------------- | ------------------------------------------ |
| NAME             | Naevius, Lucius Lucius                     |
| ALTERNATIVNAMEN  | Lucius Naevius, Lucius; Naevius, L. L.     |
| KURZBESCHREIBUNG | antiker römischer Toreut                   |
| GEBURTSDATUM     | 1. Jahrhundert v. Chr. oder 1. Jahrhundert |
| STERBEDATUM      | 1. Jahrhundert oder 2. Jahrhundert         |